# Хенрик Лунд
Хенинг Јакоб Хенрик Лунд (дан. Henning Jakob Henrik Lund; Нанорталик, 29. септембар 1875 — Нарсак, 17. јун 1948) био је гренландски писац, сликар и свештеник. Написао је текст Твоја, наша дневна земља и химну Гренланда.

## Биографија
Рођен је 29. септембра 1875. и одрастао је у близини заједнице Источних Гренландских Инуита. Пореклом је из Европе. Његова супруга била је Малене Лунд.